# آزمایش مسیریاب آتاکاما
آزمایش مسیریاب آتاکاما (به انگلیسی: Atacama Pathfinder Experiment) که به‌اختصار APEX نامیده می‌شود، یک رادیو تلسکوپ مستقر در ارتفاع ۵٬۰۶۴ متری از سطح دریاست که در رصدخانه لانو د چاجنانتور در بیابان آتاکاما در شمال شیلی و ۵۰ کیلومتری شرق سن پدرو د آتاکاما قرار دارد و توسط ۳ نهاد پژوهشی اروپایی ساخته‌شده و مدیریت می‌شود. قطر دیش اصلی رادیو تلکسوپ ۱۲ متر است و از ۲۶۴ پنل آلومینیومی ساخته‌شده و مقدار مؤثر دقت سطح متوسط آن، ۱۷ میکرومتر است. این تلسکوپ به‌طور رسمی در ۲۵ سپتامبر ۲۰۰۵ افتتاح شد.

## ساختار
آزمایش مسیریاب آتاکاما تغییری از نمونه اولیه آنتن آرایه میلی‌متری بزرگ آتاکاما (ALMA) است و و در محل رصدخانه ALMA قرار دارد. APEX برای کار در طول‌موج‌های زیرمیلی‌متری در محدوده ۰٫۲ تا ۱٫۵ میلی‌متر — بین نور فروسرخ و امواج رادیویی — و برای یافتن اهدافی طراحی شده‌است که ALMA بتواند آن‌ها با جزئیات بیشتر مطالعه کند.
اخترشناسی زیرمیلی‌متری دریچه‌ای به کیهان سرد، غبارآلود و دور می‌گشاید، اما سیگنال‌های ضعیف از فضا به شدت توسط بخار آب موجود در جو زمین جذب می‌شوند. رصدخانه لانو د چاجنانتور به عنوان مکان چنین تلسکوپی انتخاب شد زیرا این منطقه یکی از خشک‌ترین مناطق روی کره زمین است و ارتفاع قرارگیری آن حدود ۷۵۰ متر از رصدخانه‌های مستقر در مونا کی و ۲۴۰۰ متر از محل استقرار تلسکوپ بسیار بزرگ ((VLT) بلندتر است.
آزمایش مسیریاب آتاکاما نتیجه همکاری میان مؤسسه اخترشناسی رادیویی ماکس پلانک آلمان (MPIfR) به میزان ۵۰٪، رصدخانه فضایی اونسالای سوئد (OSO) به میزان ۲۳٪ و رصدخانه جنوبی اروپا (ESO) به میزان ۲۷٪ است. طراحی و ساخت تلسکوپ توسط شرکت آلمانی VERTEX و طی قرارداد با مؤسسه اخترشناسی رادیویی ماکس پلانک انجام‌شده‌است. بهره‌برداری از آزمایش مسیریاب آتاکاما در رصدخانه لانو د چاجنانتور به رصدخانه جنوبی اروپا سپرده شده‌است.